# マクシミリアン・シテインベルク
マクシミリアン・シテインベルク（ロシア語: Максимилиа́н Осе́евич (О́сипович) Ште́йнберг, 英語: Maximilian Osseyevich Steinberg, *1883年7月4日 ヴィルナ - †1946年12月6日 レニングラード）は、ロシアの作曲家、音楽教師。
グラズノフと並ぶリムスキー＝コルサコフの愛弟子であり、ともにペトログラード音楽院でショスタコーヴィチを世に送り出した。

## 生涯
東欧系ユダヤ人であるヘブライ学者の息子としてリトアニアに生まれる。1901年に初めてペテルブルクに上京して自然科学を学ぶかたわら、音楽に対する関心の深さから、ペテルブルク音楽院にも籍を置き、リャードフやグラズノフらの錚々たる顔ぶれに認められる。まもなく作曲家として目立った才能を発揮し、リムスキー＝コルサコフから決定的な指導を受けた。かくて1907年には自然科学で、1908年には音楽で学位を取得。
1908年にはリムスキー＝コルサコフの娘ナジェージダと結婚し、ストラヴィンスキーから結婚祝として管絃楽曲《花火》を献呈される。1915年から母校ペトログラード音楽院でとりわけ作曲と管弦楽法の講座を担当し、1934年から1939年の間は（レニングラード音楽院の）院長にも就任した。1946年に隠退してまもなく亡くなっている。ソ連の音楽界においてはもっぱら教育者として貢献し、ショスタコーヴィチやユーリ・シャポーリンらを輩出した。

## 作曲様式
シテインベルクは、初めはロシア音楽の大きな希望と見なされ、時には学友ストラヴィンスキー以上の才能と見られていた。だがシテインベルクは、ストラヴィンスキーとは対照的に、音楽界のさまざまな革新を厳しく拒否し続けた。シテインベルクの作品は作風において、恩師リムスキー＝コルサコフやグラズノフの敷いた路線に明らかに沿っており、ロシア五人組によるロマン主義的な国民楽派の影響も加味されている。作曲技法はいたって巧みにコントロールされており、管弦楽法は華麗である。作品の多くは文学的な題材が使われている。1932年に「社会主義リアリズム」が宣告されるが、シテインベルクは、作風が国是に見合っていたために、大きな転向を迫られることはなかった。だがその頃の作品は、前にもまして民謡や民族音楽、異国趣味、愛国的な題材に対する依存が顕著となっている。
シテインベルクは未だに有名な作曲家ではないが、音楽史においては、教育者としての側面が重要である。

## 主要作品一覧
- 交響曲・協奏曲
  - 交響曲 第1番 ニ長調 op.3 (1905/06)
  - 交響曲 第2番「ニコライ・リムスキー＝コルサコフを追悼して」変ロ短調 op.8 (1909)
  - 交響曲 第3番 op.18 (1928)
  - 交響曲 第4番「トゥルクシブ（トルキスタン・シベリア鉄道）」 (1933)
  - ウズベクの主題による交響的狂詩曲（交響曲 第5番） (1942)
  - ヴァイオリン協奏曲 (1946)
- その他の管絃楽曲
  - 大オーケストラのための変奏曲 ト長調 op.2 (1905)
  - ニコライ・リムスキー＝コルサコフ追悼の交響的前奏曲 op.7 (1908)
  - 劇的幻想曲 op.9 (1910)
  - 祝典序曲《ロシア革命の凱歌、1905年〜1907年、1917年》 (1930)
  - 奇想曲《アルメニアにて》 (1940)
  - ウズベク風英雄的序曲《予感》 (1943)
- 舞台音楽
  - オウィディウスによるバレエ《変身物語》op.10 (1913)
  - バレエ《ティル・オイレンシュピーゲル》 (1936)
- 声楽曲
  - ソプラノ独唱、女声合唱と管弦楽のためのカンタータ《水の魔女》 op.7 (1907)
  - バイロンによる交響的カンタータ《天と地》 (1918)
  - 管弦楽伴奏歌曲集《タゴールの詩による4つの歌》 op.14 (1924)
  - 無伴奏聖歌集『受難週』op.13（1923年に完成したが、共産党が宗教音楽の演奏を禁止したため、生前には演奏されなかった。楽譜は1927年にパリで出版されたが、演奏されずに埋もれていた。2014年にポートランドとシアトルで世界初演された[1][2]。）
- 室内楽
  - 弦楽四重奏曲 第1番 (1907)
  - 弦楽四重奏曲 第2番 op.16 (1925)